# Ivan Šaško
Ivan Šaško (Đivan, 1966. augusztus 1. –) horvát katolikus pap, a Zágrábi főegyházmegye segédpüspöke.

## Élete
Ivan Šaškót Franjo Kuharić bíboros érsek 1992. június 28-án szentelte a Zágrábi főegyházmegye papjává.
XVI. Benedek pápa 2008. február 11-én kinevezte zágrábi segédpüspökké és Rotaria címzetes püspökévé. Josip Bozanić bíboros zágrábi érsek ugyanazon év március 29-én szentelte püspökké. Társszentelője Vlado Košić és Valentin Pozaić S.J. zágrábi segédpüspök volt.

## Fordítás
Ez a szócikk részben vagy egészben  az   Ivan Šaško című német Wikipédia-szócikk ezen változatának fordításán alapul.  Az eredeti cikk szerkesztőit annak laptörténete sorolja fel. Ez a jelzés csupán a megfogalmazás eredetét és a szerzői jogokat jelzi, nem szolgál a cikkben szereplő információk forrásmegjelöléseként.